# Grivaï-Pamia
Grivaï-Pamia est une  commune rurale de la préfecture de Nana-Grébizi, en République centrafricaine. Elle s’étend au nord et à l’est de la ville de Kaga-Bandoro.

## Géographie
La commune de Grivaï-Pamia est située à l’est de la préfecture de la Nana-Grébizi. La plupart des villages sont localisés sur l’axe Kaga-Bandoro – Grivaï – Balékété. 
| Botto        | Nana-Outa    |       |
| Kaga-Bandoro | Grivaï-Pamia | Mbrès |
|              | Ndenga       |       |

## Villages
Les villages principaux sont : Grivaï, Yangoubanda et Ouanga.
Située en zone rurale, la commune compte 27 villages recensés en 2003 : Banga 1, Banga 2, Boubou 1, Boubou 2, Gbakongbangou, Godo 1, Godo 2, Grevai 1, Grevai 2, Grevai 3, Grevai 4, Kaba, Kindiloungou, Koddo Yolomale, Kota Ngombe, Mboutou, Ngoube, Ngougaza, Ngouya Kotamale, Ngouzende, Ouanga, Sindi 1, Sindi 2, Sindi 3, Yangoubanda 1, Yangoubanda 2, Zendi.

## Éducation
La commune compte 3 écoles publiques : à Banga 1, Kaba et Kotangombé.

## Santé
La commune est située dans la préfecture sanitaire de Nana-Grébizi, l’hôpital préfectoral se trouve à Kaga-Bandoro.